# كين رادفورد
كين رادفورد (بالإنجليزية: Kane Radford)‏ (مواليد 2 نوفمبر 1990) هو سبّاح نيوزيلندي، مثّل بلاده في الألعاب الأولمبية الصيفية 2016.

## روابط خارجية
كين رادفورد على موقع الاتحاد الدولي للسباحة (الإنجليزية)
- كين رادفورد على موقع اللجنة الأولمبية الدولية (الإنجليزية)
- كين رادفورد على موقع أوليمبيديا (الإنجليزية)
- كين رادفورد على موقع اللجنة الأولمبية النيوزيلندية (الإنجليزية)